# Frankfort, Kansas
Frankfort är en ort i Marshall County i Kansas. Vid 2010 års folkräkning hade Frankfort 726 invånare.